# هيساتاكا إيكوتا
هيساتاكا إيكوتا (باليابانية: 生田久貴؛ بالكانا: いくた ひさたか) هو شخصية أعمال ياباني، ولد في 30 نوفمبر 1962 في طوكيو في اليابان.

## وصلات خارجية
- هيساتاكا إيكوتا عل موقع إسبنسكروم (الإنجليزية)